# Пархомович, Олеся Михайловна
Олеся (Алеся) Михайловна Пархомович (род. 11 февраля 1989) — российская футболистка, игрок в мини-футбол и пляжный футбол, защитница.

## Биография
В большом футболе в начале взрослой карьеры выступала за клуб «Нева» (Санкт-Петербург). Осенью 2005 года 16-летняя футболистка провела 4 матча в высшем дивизионе России, во всех выходила на замены в концовке матчей. В команде играла вместе со старшей сестрой Александрой (род. 1988). В 2006 году вместе с тренером Станиславом Харитоновым и группой футболисток «Невы» перешла во вновь созданную команду «Звезда-2005» (Пермь), игравшую в первом дивизионе. По состоянию на 2010 год играла в первой лиге за «Искру» (Ленинградская область), в 2014 году — за клуб «Альфа-09» (Калининград).
В мини-футболе выступала за клубы городского и регионального уровня. В 2010 году в составе петербургского клуба «Форсаж-ГУТ» стала победительницей чемпионата МРО «Северо-Запад» (было приравнено к зональному турниру первого дивизиона России) и лучшим бомбардиром турнира с 5 голами. В 2013 году — серебряный призёр и лучшая защитница первого дивизиона России.
В пляжном футболе в составе клуба «Кристалл-Нева»/«Нева-Сити» трижды становилась серебряным призёром чемпионата России (2012, 2013, 2014). В 2015 году играла за другой петербургский клуб — «Звезда», и стала чемпионкой России. В 2017 году в составе «Звезды» принимала участие в Кубке европейских чемпионов (3 матча).
С 2016 года выступала в Эстонии за клубы высшего дивизиона по большому футболу «Левадия» (Таллин) и «Пярну ЯК», а также в мини-футболе за «Паэ Юнайтед». Одновременно тренировала детские команды и один из резервных взрослых составов женской «Левадии».